# Иоффе, Юлий Яковлевич
Юлий Яковлевич Иоффе (укр. Юлій Якович Іоффе; род. 10 декабря 1940, Ворошиловград, Ворошиловградская область) — советский и украинский государственный деятель, депутат Верховной рады Украины нескольких созывов.

## Биография
С 1957 по 1959 год работал слесарем на Коммунарском металлургическом заводе, с 1959 по 1961 год был мотористом шахты «Украина» (г. Перевальск).
Окончил в 1964 году Коммунарский горно-металлургический институт по специальности «горный инженер-электромеханик».
После окончания института продолжал работать в сфере угледобычи в Ворошиловградской (Луганской) области. С 1965 года был механиком участка, помощником главного механика на шахте «1-бис» (г. Краснодон). С 1966 по 1967 год работал главным энергетиком шахты «Суходольская», с 1967 по 1976 год — главным механиком шахты «Дуванная-2», с 1976 по 1979 год — начальником управления по оснащению шахтных стволов Краснодонского шахтостроймонтажного управления. С 1979 по 1980 год являлся начальником Краснодонского шахтопроходческого управления, с 1980 по 1989 год был директором шахты «Горcкая», с 1989 по 1992 год занимал должность генерального директора ПО «Стахановуголь».
Являлся членом КПСС.
В 1990 году в ходе первых альтернативных парламентских выборов в Украинской ССР был выдвинут кандидатом в народные депутаты трудовыми коллективами шахт «Краснопольевская», «Ломоватская», «Криворожская», «Анненская», «Пролетарская», «Луганская», «Голубовская», «Бажановская», ПО «Стахановуголь», конференцией работников образования дошкольных и внешкольных заведений г. Кировска и избирателями пос. Анновка и г. Брянка. 4 марта 1990 года в первом туре был избран народным депутатом Верховного совета Украинской ССР XII созыва (в дальнейшем — Верховной рады Украины I созыва) от Брянковского избирательного округа № 55 Луганской области, набрал 60,04 % голосов среди 4 кандидатов. В парламенте входил в группу «Промышленники», был членом комитета по вопросам социальной политики и труда.
На парламентских выборах в 1994 году избран депутатом Верховной рады Украины II созыва) от Рубежанского избирательного округа № 248 Луганской области. Был членом Комиссии по вопросам топливно-энергетического комплекса, транспорта и связи, входил в депутатскую группу «Депутатский центр».
На парламентских выборах в 1998 году избран депутатом Верховной рады Украины III созыва) по избирательному округу № 112 Луганской области. Первоначально был членом фракции Народно-демократической партии (с мая по декабрь 1998 года), затем независимым депутатом (с декабря 1998 года по май 1999 года), в дальнейшем являлся председателем депутатской группы «Трудовая Украина». Был членом Комитета по вопросам науки и образования (с июля 1998 года по февраль 2000 года), главой комитета по вопросам государственного строительства и местного самоуправления (с февраля 2000 года).
На парламентских выборах в 2002 году избран депутатом Верховной рады Украины IV созыва) по избирательному округу № 112 Луганской области, получил 30,19 % голосов среди 10 кандидатов. Первоначально был членом фракции «Единая Украина» (с мая по июнь 2002 года), затем был уполномоченным председателем Партии промышленников и предпринимателей Украины и «Трудовой Украины» (с июня 2002 по апрель 2004 года), в дальнейшем входил во фракции фракцию политической партии «Трудовая Украина» (с апреля по декабрь 2004 года), был членом фракций «Трудовая Украина» и НДП (с декабря 2004 года по февраль 2005 года), уполномоченным председателем фракции НДП и группы «Республика» (февраль 2005 года), членом группы «Воля народа» (с февраля по март 2005 года), уполномоченным председателем фракции ПППУ (с марта по ноябрь 2005 года), независимым депутатом (с ноября по декабрь 2005 года), членом фракции СДПУ(О) (с декабря 2005 года). Являлся членом комитета по вопросам государственного строительства и местного самоуправления.
На парламентских выборах в 2006 году был кандидатом в народные депутаты Верховной рады Украины V созыва от оппозиционного блока «Не так!», был под № 12 в партийном списке, избран не был.
На парламентских выборах в 2012 году избран депутатом Верховной рады Украины VII созыва) по избирательному округу № 112 Луганской области, получил 46,88 % голосов среди 10 кандидатов. был членом Партии регионов, входил в состав фракции Партии регионов, являлся членом Комитета по вопросам топливно-энергетического комплекса, ядерной политики и ядерной безопасности. 8 апреля 2014 года вышел из парламентской фракции Партии регионов и из самой партии.
На досрочных парламентских выборах в 2014 году избран депутатом Верховной рады Украины VII созыва) по избирательному округу № 112 Луганской области, получил 48,62 % голосов среди 42 кандидатов. Вошёл в состав фракции «Оппозиционный блок», является членом Комитета по вопросам топливно-энергетического комплекса, ядерной политики и ядерной безопасности.
1 ноября 2018 года были введены российские санкции против 322 граждан Украины, включая Юлия Иоффе.